# Misopates
Misopates là chi thực vật có hoa trong họ Plantaginaceae. Khi chi Antirrhinum được hiểu theo nghĩa rộng thì Misopates là tổ Orontium của chi này.

## Phân bố
Các loài trong chi này là bản địa khu vực bao gồm Afghanistan, Albania, Algeria, Austria, Azores, Baleares, Bỉ, Bulgaria, quần đảo Canary, Cape Verde, Chad, Corse, Cyprus, Djibouti,các đảo Đông Aegean, Ai Cập, Eritrea, Ethiopia, Pháp, đảo Anh, Hy Lạp, Hungary, Ấn Độ, Iran, Ireland, Italy, Kenya, Kriti, Krym, Lebanon, Syria, Libya, Madeira, Morocco, Nepal, Hà Lan, Oman, Palestine, Bồ Đào Nha, Romania, Sardegna, Saudi Arabia, Selvagens, Sicilia, Sinai, Socotra, Somalia, Tây Ban Nha, Sudan, Thụy Sĩ, Tunisia, Thổ Nhĩ Kỳ, Uganda, Ukraina, Yemen, Nam Tư cũ; nhưng đã du nhập sang nhiều nơi khác như
Alaska, Argentina, Bolivia, Brasil, British Columbia, Burundi, California, tỉnh Cape, Nga phần thuộc châu Âu, đông nam Trung Quốc, Connecticut, Czech, Slovakia, Đan Mạch, Ecuador, Florida, Đức, Haiti, Idaho, Illinois, Jamaica, Kentucky, KwaZulu-Natal, Maine, Malawi, Mauritius, Michigan, New Caledonia, New Jersey, New York, New Zealand, quần đảo Norfolk, Ohio, Ontario, Oregon, Pennsylvania, Ba Lan, Québec, Rwanda, Réunion, Thụy Điển, Tanzania, Utah, Việt Nam, Virginia, Washington, Tây Himalaya, CHDC Congo (Zaïre).

## Các loài
Danh sách loài dưới đây lấy theo Plants of the World Online và The Plant List:
- Misopates calycinum (Lange) Rothm., 1956
- Misopates chrysothales (Font Quer) Rothm., 1943
- Misopates fontqueri (Emb.) Ibn Tattou, 1998
- Misopates marraicum D.A.Sutton, 1988
- Misopates microcarpum (Pomel) D.A.Sutton, 1988
- Misopates oranense (Faure) D.A.Sutton, 1988
- Misopates orontium (L.) Raf., 1840
- Misopates salvagense D.A.Sutton, 1988

Loài Misopates rivas-martinezii Sánchez Mata, 1988 đôi khi được tách ra thành chi riêng với danh pháp là Pseudomisopates rivas-martinezii (Sánchez Mata) Güemes, 1997.